# John Dowland

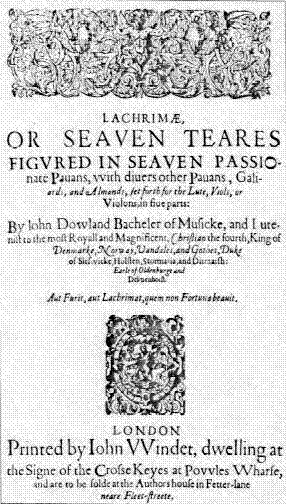
John Dowland. Lachrymæ

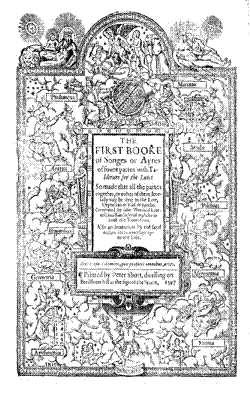
John Dowland. First Booke of Ayres

John Dowland (1563 – 20 de febrero de 1626) fue un compositor y laudista inglés o irlandés, uno de los músicos más famosos de su época.

## Carrera

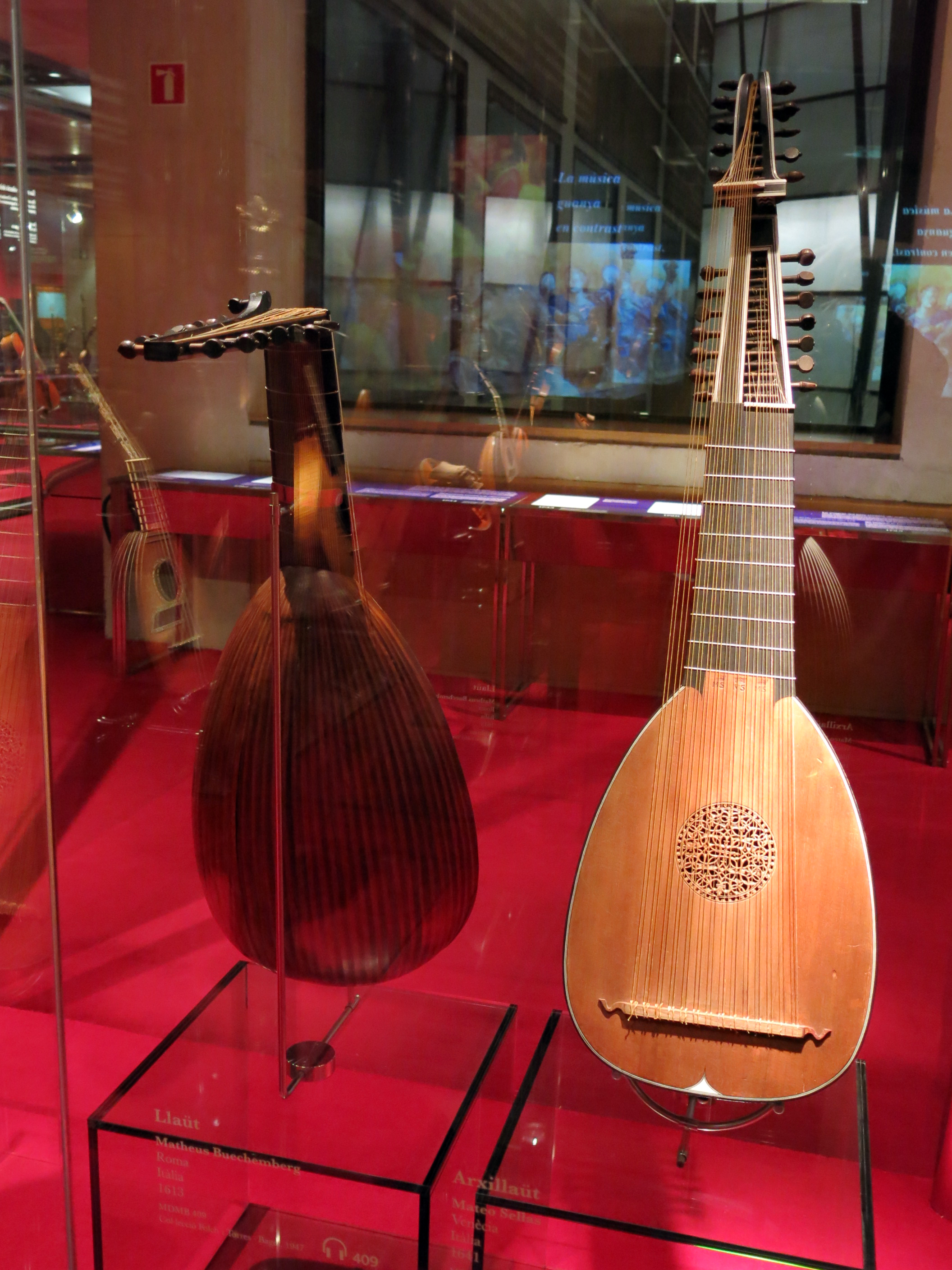
Laudes de 1613. Museu de la Música de Barcelona

Se sabe muy poco sobre los primeros años de John Dowland, pero en general se cree que nació en Londres. El historiador irlandés W. H. Grattan Flood afirmó que había nacido en Dalkey, cerca de Dublín, pero no se ha encontrado ninguna prueba que corrobore la afirmación de Thomas Fuller de que nació en Westminster. Sin embargo, hay una evidencia muy clara que apunta a Dublín como su lugar de origen: dedicó la canción "From Silent Night" a "mi amante compatriota Mr. John Forster, el comerciante más joven de Dublín en Irlanda". Los Forsters eran una familia prominente de Dublín en ese momento, proporcionando varios Lord Mayors a la ciudad. En 1580 Dowland fue a París, donde estuvo al servicio de Sir Henry Cobham, el embajador ante la corte francesa, y su sucesor, Sir Edward Stafford. Se convirtió en católico en este momento. En 1584, Dowland regresó a Inglaterra, donde se casó. En 1588 fue admitido como becado en el Christ Church college, de Oxford.
En 1594 se presentó una vacante de laudista en la corte inglesa, pero la solicitud de Dowland fue infructuosa. Afirmó que su religión católica llevó a que no le ofrecieran un puesto en la corte protestante de Elizabeth I. Sin embargo, su conversión no fue publicitada, y ser católico no impidió que otros músicos importantes (como William Byrd) tuvieran una carrera en la corte en Inglaterra.
Desde 1598 Dowland trabajó en la corte de Christian IV de Dinamarca, aunque continuó publicando en Londres. El rey Christian estaba muy interesado en la música y pagó sumas astronómicas a Dowland; su salario era de 500 táleros al año, convirtiéndolo en uno de los servidores mejor pagados de la corte danesa. Aunque el Rey Christian consideraba mucho a Dowland, él no era el sirviente ideal, a menudo se quedaba más tiempo de lo debido cuando iba a Inglaterra a publicar partituras o por otros motivos.
Dowland fue despedido en 1606 y regresó a Inglaterra; a principios de 1612 se aseguró un puesto como uno de los laudistas de Jacobo I. Hay pocas composiciones que datan desde el momento de su nombramiento real hasta su muerte en Londres en 1626.
Aunque se desconoce la fecha de su muerte, "el último pago a Dowland desde la corte fue el 20 de enero de 1626, y fue enterrado en St Ann's, Blackfriars, Londres, el 20 de febrero de 1626".
Su hijo, Robert Dowland, también era músico, trabajó durante un tiempo en el servicio del primer conde de Devonshire, [13] y asumió el puesto de laudista de su padre en la corte cuando John murió.

## Composiciones
Dos influencias principales en la música de Dowland fueron las populares canciones galantes y la música de baile del momento. La mayor parte de la música de Dowland es para su propio instrumento, el laúd. Incluye varios libros de obras solistas, canciones de laúd (para una voz y laúd), canciones parciales con acompañamiento de laúd y varias piezas para violín con laúd. El poeta Richard Barnfield escribió que "el toque celestial de Dowland sobre el laúd enardece el sentido humano".
Una de sus obras más conocidas es la canción del laúd "Flow my tears", cuyos primeros versos dicen:
   Fluyen mis lágrimas, caen a raudales,
   Exiliado por siempre, déjame llorar;
   Donde el pájaro negro de la noche canta su triste desgracia,
   Déjame vivir triste allí.
   - John Dowland
Más tarde escribió lo que probablemente sea su obra instrumental más conocida, Lachrimae, o Seaven Teares (1604), que figura en Siete Pavanas Apasionadas, un conjunto de siete pavanas para cinco violines y laúdes, cada una basada en el tema derivado de la canción de laúd "Fluyen mis lágrimas". Se convirtió en una de las colecciones instrumentales más conocidas de su tiempo. Su pavana, "Lachrymae antiquae", también fue popular en el siglo XVII, y muchos compositores la usaron como tema para variaciones. También escribió una versión laúd de la balada popular "Welcome Home de mi señor Willoughby".
Aunque fue famoso en su época como laudista y cantante, hoy en día es reconocido como un gran compositor de música melodiosa y armónica. Compuso 87 canciones (para voz y laúd) que se publicaron en tres Books of Songs or Ayres (1597, 1600 y 1603), A Pilgrims Solace (1612) y Musical Banquet (publicado por su hijo Robert en 1614). Sus demás obras incluyen 21 obras instrumentales, y muchas piezas para laúd solo.[cita requerida]
La música de Dowland a menudo muestra la melancolía que estaba tan de moda en la música en ese momento. Escribió una obra concertante con el título de "Semper Dowland, semper dolens" (siempre Dowland, siempre triste), que puede decirse que resume gran parte de su trabajo.
Richard Barnfield, contemporáneo de Dowland, se refiere a él en el poema VIII de El peregrino apasionado (1598), un soneto de Shakespeare:
   Si la música y la dulce poesía están de acuerdo,
   Como se necesitan, la hermana y el hermano,
   Entonces el amor debe ser grandioso entre tú y yo,
   Porque tú amas a uno, y yo al otro.
   Dowland querido, cuyo toque celestial
   Sobre el laúd, tiene un violento sentido humano;
   Spenser para mí, cuya profunda presunción es tal
   que, pasando de toda presunción, no necesita defensa.
   Te encanta escuchar el dulce sonido melodioso que
   Ese laúd de Febo, la reina de la música, hace;
   Y yo en profundo deleite estoy totalmente ahogado
   Cuando él mismo canta, y comienza.
   Un solo dios es el dios de ambas, como los poetas fingen;
   Un caballero ama a ambas, y ambas en ti permanecen.
   - Richard Barnfield, El peregrino apasionado
Las letras melancólicas y la música de Dowland a menudo han sido descritas como sus intentos de desarrollar una "personalidad artística", aunque en realidad era una persona alegre, pero muchas de sus quejas personales, y el tono amargo en muchos de sus comentarios, sugieren que gran parte de su música y su melancolía realmente provienen de su propia personalidad y frustración.
La canción de Dowland, "Come Heavy Sleepe, the Image of True Death", fue la inspiración para Nocturnal de Benjamin Britten, sobre un tema de John Dowland, escrita en 1963 para el guitarrista Julian Bream y que es una de las obras más importantes del repertorio guitarrístico. Este trabajo consiste en ocho variaciones, todas basadas en temas musicales extraídos de la canción o su acompañamiento de laúd, que finalmente se resuelven en un arreglo de guitarra de la propia canción.

## Interpretaciones modernas
Uno de los primeros músicos del siglo XX que ayudó exitosamente a sacar a Dowland de los libros de historia fue el cantautor Frederick Keel. Keel incluyó quince piezas de Dowland en sus dos series de canciones de amor isabelinas publicadas en 1909 y 1913, que alcanzaron popularidad en su época. Estos arreglos libres para piano y voz baja o alta se destinaron a los gustos y prácticas musicales asociadas con las canciones de arte de la época.
En 1935, el compositor australiano Percy Grainger, que también tenía un profundo interés en la música hecha antes de Bach, arregló para piano el Now, O now I needs must part de Dowland. Algunos años más tarde, en 1953, Grainger escribió una obra titulada Bell Piece (basada en "Now, O now I needs must part", de John Dowland), que era una versión para voz y banda de viento, basada en la transcripción mencionada anteriormente.[cita requerida]
En 1951, Alfred Deller, el famoso contratenor (1912-1979), grabó canciones de Dowland, Thomas Campion y Philip Rosseter con el sello HMV ("la voz de su amo") HMV C.4178 y otra HMV C.4236. En 1977, Harmonia Mundi también publicó dos discos de Deller cantando canciones de laúd de Dowland (HM 244 y 245-H244 / 246).
En el 2000, el compositor argentino Eduardo Alonso-Crespo estrenó sus Variaciones Dowland op. 12 para orquesta sinfónica, obra basada en The Frog Galliard, de John Dowland.
La música de Dowland se convirtió en parte del repertorio del renacimiento de la música antigua con el laudista Julian Bream y el tenor Peter Pears, y más tarde con Christopher Hogwood y David Munrow y el Early Music Consort a finales de los años 60 y más tarde con la Academy of Ancient Music de principios de los 70.[cita requerida]
Jan Akkerman, guitarrista de la banda de rock progresivo neerlandesa Focus, grabó "Tabernakel" en 1973 (aunque lanzado en 1974), un álbum de canciones de John Dowland y material original, interpretado en laúd.[cita requerida]
Las obras completas de John Dowland fueron grabadas por el Consort of Musicke, y lanzadas en el sello L'Oiseau Lyre, aunque grabaron algunas de las canciones como música de consort vocal; el Tercer Libro de los Cantares y A Pilgrim's Solace aún no se han grabado en su totalidad como colecciones de canciones solistas.[cita requerida]
La nueva serie ECM de 1999 In Darkness Let Me Dwell presenta nuevas interpretaciones de canciones de Dowland interpretadas por el tenor John Potter, el laudista Stephen Stubbs y la violinista barroca Maya Homburger, en colaboración con los músicos de jazz inglés John Surman y Barry Guy.[cita requerida]
Nigel North grabó las obras completas de Dowland para solo laúd en cuatro CD entre 2004 y 2007, en el sello Naxos.[cita requerida]
Elvis Costello incluyó una grabación (con Fretwork and the Composers Ensemble) de Dowland, "Can she just my wrongs" como una canción adicional en el relanzamiento de 2006 de The Juliet Letters.[cita requerida]
En octubre de 2006 el cantante y bajista Sting editó un doble CD de música renacentista titulado Songs from the labyrinth, sobre composiciones de John Dowland, con acompañamiento del intérprete bosnio de laúd Edin Karamazov. La interpretación de Sting de este compositor renacentista inglés y su cooperación con Edin Karamazov tuvieron un gran reconocimiento en el mundo de la música clásica. Sting apareció en el quinto episodio de la serie Studio 60 para interpretar un segmento de "Come Again" de Dowland, así como su propio "Fields of Gold" con arreglos para voz y dos archilaudes.
Sting, que dice haber estado fascinado por la música de John Dowland durante 25 años, y Edin Karamazov describieron su tratamiento del trabajo de Dowland en una aparición en Great Performances. Para dar una idea del tono y las intrigas de la vida en la Inglaterra isabelina tardía, Sting también recita en todo el álbum partes de una carta de 1593 escrita por Dowland a Sir Robert Cecil. La carta describe los viajes de Dowland a varios puntos de Europa occidental, luego comienza una detallada descripción de sus actividades en Italia, junto con una sincera negación de los cargos de traición susurrados contra él por desconocidos. Probablemente, se sospechaba que Dowland viajó a las cortes de varios monarcas católicos y aceptó un pago mayor de lo que un músico de la época normalmente habría recibido por su interpretación.

## Obras publicadas
No hay un catálogo completo de las obras de Dowland. La lista más completa fue compilada por Diana Poulton en su colección The Lute Music of John Dowland. Por lo tanto, los números P se usan a veces para designar piezas individuales.

### Libro entero de los salmos(1592)
Publicado por Thomas Est en 1592, The Whole Booke of Psalmes contenía obras de 10 compositores, incluidas 6 piezas de Dowland.
1. Put me not to rebuke, O Lord (Psalm 38)
2. All people that on earth do dwell (Psalm 100)
3. My soul praise the Lord (Psalm 104)
4. Lord to thee I make my moan (Psalm 130)
5. Behold and have regard (Psalm 134)
6. A Prayer for the Queens most excellent Majestie

### Nuevo Libro de Tablatura(1596)
The New Booke of Tabliture fue publicado por William Barley en 1596. Contiene siete piezas solistas de laúd de Dowland.

### Lamentatio Henrici Noel(1596)
Escrito para el coro profesional de la Abadía de Westminster.
1. The Lamentation of a sinner
2. Domine ne in furore (Psalm 6)
3. Miserere mei Deus (Psalm 51)
4. The humble sute of a sinner
5. The humble complaint of a sinner
6. De profundis (Psalm 130)
7. Domine exaudi (Psalm 143)

De atribución incierta son:
1. Ye righteous in the Lord
2. An heart that's broken
3. I shame at my unworthiness

### Primer libro de canciones(1597)
Dowland publicó su The First Booke of Songes o Ayres en Londres en 1597. Fue una de las publicaciones musicales más influyentes e importantes de la historia del laúd. Esta colección de canciones de laúd se estableció de una manera que permite la actuación de un solista con acompañamiento de laúd o varias combinaciones de cantantes e instrumentistas.
Las 21 canciones son:
1. Vnquiet thoughts
2. Who euer thinks or hopes of loue for loue
3. My thoughts are wingd with hopes
4. If my complaints could passions moue
5. Can she excuse my wrongs with vertues cloake
6. Now, O now I needs must part
7. Deare if you change ile neuer chuse againe
8. Burst forth my teares
9. Go Cristall teares
10. Thinkst thou then by thy faining
11. Come away, come sweet loue
12. Rest awhile you cruell cares
13. Sleepe wayward thoughts
14. All ye whom loue of fortune hath betraide
15. Wilt though vnkind thus reaue me of my hart
16. Would my conceit that first enforst my woe
17. Come again: sweet loue doth now enuite
18. His goulden locks time hath to siluer turnd
19. Awake sweet loue thou art returned
20. Come heauy sleepe
21. Awaie with these selfe louing lads

Al final del libro, Dowland incluyó a My Lord Chamberlain, his Galliard, una pieza para dos intérpretes en un solo laúd.

### Segundo libro de canciones(1600)
Dowland publicó The Second Booke of Songs o Ayres, en 1600.
Las canciones son:
1. I saw my Lady weepe
2. Flow my teares fall from your springs
3. Sorow sorow stay, lend true repentant teares
4. Dye not before thy day
5. Mourne, mourne, day is with darknesse fled
6. Tymes eldest sonne, old age the heire of ease, First part
7. Then sit thee downe, and say thy Nunc demittis, Second Part
8. When others sings Venite exultemus, Third part
9. Praise blindnesse eies, for seeing is deceipt
10. O sweet woods, the delight of solitarienesse
11. If fluds of teares could clense my follies past
12. Fine knacks for Ladies, cheap, choise, braue and new
13. Now cease my wandring eyes
14. Come ye heavie states of night
15. White as Lillies was hir face
16. Wofull heart with griefe oppressed
17. A Sheperd in a shade his plaining made
18. Faction that euer dwells in court
19. Shall I sue, shall I seeke for grace
20. Finding in fields my Siluia all alone (Toss not my soul)
21. Cleare or Cloudie sweet as Aprill showring
22. Humor say what makst thou heere
23. Dowland's Adieu for Master Oliver Cromwell

### Third Book of Songs (1603)
The Third and Last Booke of Songs or Aires was published in 1603.
The 21 songs are:
1. Farewell too faire
2. Time stands still
3. Behold the wonder heere
4. Daphne wast not so chaste as she was changing
5. Me me and none but me
6. When Phoebus first did Daphne loue
7. Say loue if euer thou didst finde
8. Flow not so fast ye fountaines
9. What if I neuer speede
10. Loue stood amaz'd at sweet beauties paine
11. Lend your eares to my sorrow good people
12. By a fountaine where I lay
13. Oh what hath ouerwrought my all amazed thought
14. Farewell vnkind farewell
15. Weepe you no more sad fountaines
16. Fie on this faining, is loue without desire
17. I must complaine, yet doe enioy
18. It was a time when silly Bees could speake
19. The lowest trees haue tops
20. What poore Astronomers are they
21. Come when I call, or tarrie till I come

### Lachrimae(1604)
Lachrimae, or Seaven Teares fue publicada en 1604. Contiene las siete pavanas de Lachrimae misma y otras 14 piezas, incluyendo la famosa Semper Dowland semper Dolens.
1. Lachrimae Antiquae
2. Lachrimae Antiquae Nouae
3. Lachrimae Gementes
4. Lachrimae Tristes
5. Lachrimae Coactae
6. Lachrimae Amantis
7. Lachrimae Verae
8. Semper Dowland semper Dolens (P.9)
9. Sir Henry Vmptons Funeral
10. M. Iohn Langtons Pauan
11. The King of Denmarks Galiard (P.40)
12. The Earle of Essex Galiard
13. Sir Iohn Souch his Galiard
14. M. Henry Noell his Galiard
15. M. Giles Hoby his Galiard
16. M. Nicho. Gryffith his Galiard
17. M. Thomas Collier his Galiard with two trebles
18. Captaine Piper his Galiard (P.19)
19. M. Bucton his Galiard
20. Mrs Nichols Almand
21. M. George Whitehead his Almand

### Micrologus(1609)
Dowland publicó una traducción del Micrologus de Andreas Ornithoparcus en 1609, impresa originalmente en Leipzig en 1517, descrita como "un tratado bastante rígido y medieval, pero a pesar de eso ocasionalmente entretenido".

### Varietie of Lute-Lessons(1610)
La Varietie of Lute-Lessons fue publicada por el hijo de Dowland, Robert Dowland, en 1610. Contiene obras de laúd solista de Dowland.

### Banquete musical(1611)
El Banquete Musical fue publicado por el hijo de Dowland, Robert Dowland, en 1610. Contiene tres canciones de John Dowland.
1. Farre from triumphing Court
2. Lady if you so spight me
3. In darknesse let me dwell

### A Pilgrimes Solace(1612)
El último trabajo de Dowland, A Pilgrimes Solace, fue publicado en 1612, y parece haber sido concebido más como una colección de música contrapuntística que como obras en solitario.
1. Disdaine me still, that I may euer loue
2. Sweete stay a while, why will you?
3. To aske for all thy loue
4. Loue those beames that breede
5. Shall I striue with wordes to moue
6. Were euery thought an eye
7. Stay time a while thy flying
8. Tell me true Loue
9. Goe nightly cares, the enemy to rest
10. From silent night, true register of moanes
11. Lasso vita mia, mi fa morire
12. In this trembling shadow
13. If that a Sinners sighes be Angels food
14. Thou mighty God
15. When Dauids life by Saul
16. When the poore Criple
17. Where Sinne sore wounding
18. My heart and tongue were twinnes
19. Vp merry Mates, to Neptunes praise
20. Welcome black night
21. Cease these false sports
22. A Galliard to Lachrimae